# Ilze Liepa
Ilze Liepa (en russe : Илзе Марисовна Лиепа) est une danseuse de ballet russe née le 22 novembre 1963 à Moscou,. 

## Biographie
Fille de danseur du Bolchoï Māris Liepa, Ilze a le frère ainé Andris Liepa, également danseur et chorégraphe.
Diplômée de l'École chorégraphique académique de Moscou, classe de Natalia Zolotova (professeur de danse de caractère - Alla Bogouslavskaïa), elle travaille en tant que soliste au théâtre Bolchoï depuis 1981. 
En 1991, elle est diplômée du département pédagogique de l'Académie russe des arts du théâtre.
À la fin des années 1990, elle fait ses débuts en tant qu'actrice au théâtre dramatique de Saint-Pétersbourg, puis en avril 2000,  elle joue le rôle de Catherine II dans la pièce Le rêve de l'impératrice sous la direction de Svetlana Vragova au théâtre Modern de Moscou.
Sa carrière au cinéma commence avec une petite apparition dans Héros de son roman adapté du livre d'Alexeï Kapler sous la direction de Youri Gorkovenko en 1984. Elle apparaît dans les films L'Enfance de Bamby (1985), Lermontov (1986), Parallèles vocaux (2005) et Le Sac sans fond (2017), ainsi que dans la mini-série L'Empire sous la menace (2000). 
En 2011, elle a été membre du jury du Concours Eurovision de la chanson pour jeunes danseurs 2011.
Depuis 2009, avec son frère Andris Liepa, directeur artistique de Ballet du Kremlin, elle poursuit le projet des Ballets Russes de Diaghilev,,. Ainsi, en 2010, ils présentent notamment Le Pavillon d'Armide, le Prélude à l'Après-midi d'un faune et L'Oiseau de feu. En 2011, on trouve au programme Les Sylphides et Petrouchka, et Ilzé Liepa se fait remarquer avec les Danses polovtsiennes,. En 2012, le public redécouvre trois œuvres marquantes - Cléopâtre, Le Spectre de la rose et L'Oiseau de feu.
En janvier 2014, parait le livre de ses contes de fées pour enfants, Contes théâtraux.
En mars 2024, Gitanas Nausėda, le président de la Lituanie, retire la citoyenneté lituanienne, qu'elle a obtenu à titre exceptionnelle en 2000, après que Ilze Liepa a soutenu, en 2022, Vladimir Poutine et l'invasion russe de l'Ukraine et qu'elle a condamné l'attitude des pays baltes sur la question,,.

## Prix et récompenses
- Turandot de cristal : 1996, pour son interprétation de Mary Stuart dans la pièce Ta sœur et ta prisonnière
- Artiste émérite de la Fédération de Russie : 1996
- Prix Tchaïka : 2000, pour son interprétation de Catherine II dans la pièce Le Rêve de l'Impératrice
- Artiste du peuple de la fédération de Russie : 2002
- Prix d'État de la fédération de Russie : 2003
- Masque d'or : 2003.